# Evelyn Stolze
Evelyn Stolze (Erfurt, 8 gennaio 1954) è un'ex nuotatrice tedesca orientale.

## Carriera
Specializzata nei misti, si è laureata campionessa europea sulla distanza dei 400m ai campionati di Barcellona 1970.

## Palmarès
- Europei

Barcellona 1970: oro nei 400m misti, argento nei 200m misti e bronzo nei 200m farfalla.